# جورجينا كليتغارد
جورجينا كليتغارد (بالإنجليزية: Georgina Klitgaard)‏ (و. 1893 – 1976 م) هي رسامة من الولايات المتحدة الأمريكية .